# Piotr Grabowski (ur. 1972)
Piotr Grabowski, również Piotr Grabowski-Słota i Piotr Słota-Grabowski (ur. 11 stycznia 1972 w Dzierzgoniu) – polski aktor filmowy i teatralny, reżyser.
W 2013 roku za etiudę Na własne ryzyko, którą wyreżyserował i w której grał, otrzymał w Toruniu na Międzynarodowym Festiwalu Filmowym „Tofifest” nagrodę „Złoty Anioł” w konkursie dla twórców związanych z regionem kujawsko-pomorskim „Lokalizacje” za „umiejętność opowiedzenia historii i wydobycie z aktora prawdy”.

## Filmografia
- 1997: Wojenna narzeczona jako policjant (odc. 1)
- 1997: Boża podszewka jako żołnierz AK (odc. 14)
- 1997–2014: Klan jako Olaf
- 2001: Marszałek Piłsudski jako Skotnicki (odc. 2)
- 2001: Przeprowadzki jako polski żołnierz (odc. 6)
- 2001: Tam, gdzie żyją Eskimosi jako żołnierz na blokadzie
- 2002: Yyyreek!!! Kosmiczna nominacja jako Ufol
- 2002–2010: Plebania jako Kostek Kurkiewicz
- 2002: Dzień świra
- 2002−2006: M jak miłość jako pracownik w przetwórni (odc. 69); bankowiec (odc. 422)
- 2002: AlaRm jako Snajper
- 2002–2010: Samo życie jako Tomasz, kochanek Anity Kubiak
- 2003: Zaginiona jako policjant (odc. 1)
- 2003: Through hell for Hitler
- 2003–2011: Na Wspólnej jako policjant na Okęciu oraz jako instruktor na strzelnicy
- 2004: Karol. Człowiek, który został papieżem jako kapitan Łukawski
- 2004−2006: Kryminalni jako Arek (odc. 7); Kamil Manczur (odc. 51)
- 2004−2005: Bulionerzy jako dzielnicowy (odc. 14 i 19)
- 2005: Czego się boją faceci, czyli seks w mniejszym mieście jako policjant (seria III, odc. 4)
- 2006: Francuski numer jako policjant na paradzie homoseksualistów
- 2006: Fala zbrodni jako Gena (odc. 48)
- 2006: Faceci do wzięcia jako urzędnik USC (odc. 8)
- 2006: Dylematu 5 jako akwizytor
- 2006: Dwie strony medalu jako pijaczek (odc. 1)
- 2006−2007: Pogoda na piątek jako weterynarz
- 2007: Pitbull jako sanitariusz (odc.10); policjant w komendzie na Żytniej (odc. 14)
- 2007: Odwróceni jako policjant na miejscu śmierci Skalpela (odc. 8)
- 2007: Środa, czwartek rano
- 2007: Hindenburg. Titanic on the skies jako Helmut Lau
- 2007: Ekipa jako doktor ekonomii (odc. 6)
- 2007: Determinator jako policjant Pawłowski (odc. 5 i 9)
- 2007−2009: Tylko miłość jako Sergiusz
- 2008: Wichry Kołymy jako kierowca
- 2009: Generał Nil jako oddziałowy w celi zbiorowej
- 2009: Rewers jako Ubek w wydawnictwie
- 2009: Teraz albo nigdy! jako policjant (odc. 27)
- 2009: Niania jako dozorca (odc. 133)
- 2010: Różyczka jako aktor
- 2010: Ratownicy jako policjant (odc. 2 i 13)
- 2010: Nowa jako ochroniarz Jakub Malik (odc. 4)
- 2010−2011: Ojciec Mateusz jako mężczyzna pilnujący dziewczynek (odc. 45); windykator Andrzej Grodzki (odc. 87)
- 2010: Ludzie Chudego jako strażnik miejski Maciej Jarosławski (odc. 1 i 2)
- 2010: 7 minut jako dyżurny 112 (głos)
- 2011: Hotel 52 jako sąsiad Malewicza (odc. 38)
- 2011: W imieniu diabła jako policjant
- 2011: Szpilki na Giewoncie jako właściciel masarni (odc. 17)
- 2012: Prawo Agaty jako członek zarządu fabryki (odc. 12)
- 2012: Hans Kloss. Stawka większa niż śmierć jako porucznik
- 2012: Czas honoru jako lekarz w szpitalu więziennym UB (odc. 64)
- 2012: Big Love jako policjant
- 2013: To nie koniec świata jako ojciec (odc. 3)
- 2013: Tajemnica Westerplatte
- 2013: Basen
- 2013: Ranczo jako policjant (odc. 89 i 90)
- 2013: Barwy szczęścia jako komisarz Makowski
- 2014: Komisarz Alex jako dzielnicowy (odc. 61)
- 2014: Jack Strong jako agent kontrwywiadu
- 2015: O mnie się nie martw jako ksiądz (odc. 32)